# Maja Crnobori Tretinjak
Maja Crnobori Tretinjak, hrvatska televizijska i radijska spikerica.

## Životopis
Diplomiravši stekla spremu socijalne radnice. 1980-ih godina prošla je audiciju za najavljivače Televizije Zagreb što je bio početak njene karijere u medijima. Na tom je poslu provela nekoliko godina radeći honorarno. Uslijedila je kraća stanka u medijima. Početkom prošla je i audiciju za spikere na Hrvatskom radiju. Otad je radila je na svim radijskim i televizijskim spikerskim radnim zadatcima. Godine 2013. bila je voditeljicom spikera u tadašnjemu radijskom Odjelu lektora i spikera.